# 프라카시 난자파
프라카시 난자파 (Prakash Nanjappa, 1976년 2월 29일 ~ )는 10미터 공기권총과 50미터 권총 종목에서 활동하고 있는 인도의 사격 선수이다. 대한민국 창원시에서 열린 2013년 ISSF 월드컵에서 10미터 공기권총 종목에 출전하여 동메달을 따면서, 인도 선수로는 유일하게 메달을 획득했다. 이후 글래스고에서 열린 2014년 코먼웰스 게임에서 같은 종목으로 은메달을 획득했다.

## 젊은 시절
프라카시 난자파는 1976년 2월 29일 인도 벵갈루루에서 국가대표급 사격 선수였던 P. N. 파판나의 아들로 태어났다. 스물 세살이던 1999년부터 사격을 시작했지만 당시만 해도 오토바이 경주에 가장 관심이 있었다고 한다. 2003년 캐나다로 이민을 가서 소프트웨어 엔지니어로 일하던 그는 2009년 아버지의 설득으로 직장을 그만두고 인도로 돌아가서 스포츠를 다시 시작했다.

## 경력
난자파는 대한민국 창원시에서 열린 2013년 ISSF 월드컵에 참가했다. 10미터 공기권총 종목에 출전한 그는 결승에서 180.2포인트를 얻어 동메달을 획득했다. 같은 해 그라나다에서 열린 월드컵에 참가하던 도중 얼굴 오른편이 중풍에 걸리기도 했다. 2013년 10월경 완전히 얼굴을 회복한 난자파는 테헤란에서 열린 아시아 공기권총 선수권 대회에서 50미터 권총에 출전해 은메달을 땄다.
2014년 영국 글래스고에서 열린 코먼웰스 게임에서 난자파는 10미터 공기권총 종목에 출전해 결승에서 198.2포인트를 획득하며 은메달을 차지했다. 예선전에서는 580점으로 1위에 오르기도 했다.
이후 2016년 하계 올림픽에도 첫 참가해 남자 50m 권총 종목에 출전했지만 예선전에서 25위에 머무른 채 대회를 마감했다.